# Azerbejdżan na Zimowych Igrzyskach Olimpijskich 2002
Azerbejdżan na Zimowych Igrzyskach Olimpijskich 2002 reprezentowało czterech zawodników, 3 mężczyzn i jedna kobieta.

## Skład kadry

### Narciarstwo alpejskie
Mężczyźni
- Elbrus İsakov
  - slalom - nie ukończył

### Łyżwiarstwo figurowe
Mężczyźni
- Siergiej Ryłow
  - singiel - 24. miejsce

- Igor Łukanin
  - mikst (razem z Kristin Fraser) - 17. miejsce

Kobiety
- Kristin Fraser
  - mikst (razem z Igorem Łukaninem) - 17. miejsce